# Emmanuel Darley
 (janvier 2016).
Si vous disposez d'ouvrages ou d'articles de référence ou si vous connaissez des sites web de qualité traitant du thème abordé ici, merci de compléter l'article en donnant les références utiles à sa vérifiabilité et en les liant à la section « Notes et références ».
Pour les articles homonymes, voir Darley.
Œuvres principales
- Un des malheurs (2003)
- Le Bonheur (2007)
- Le Mardi à Monoprix (2009)

Emmanuel Darley, né le 30 décembre 1963 dans le 14e arrondissement de Paris et mort le 26 janvier 2016 à Saint-Nazaire,, est un écrivain et dramaturge français. Il est le petit-fils de l'artiste peintre Nelly Marez-Darley.

## Biographie

### Enfance et formation
Enfant, Emmanuel Darley voyage dans le sillage de ses parents : premières années au Togo, puis deux ans en Lorraine avant de revenir en région parisienne. De retour à Paris, il suit d'abord des études de cinéma à l'université Paris-3 avant de travailler plusieurs années en librairie. Par la suite, il s'installe dans l'Aude. Il continue de voyager, en Afrique de nouveau (retour au Togo, plus tard au Mali), en Asie un peu (passages au Japon, au Viêt Nam), en Europe enfin, sur des lieux de conflits, à Sarajevo, ou de tensions, à Lampedusa.

### Écriture
Il publie pour commencer deux romans : Des petits garçons (éditions POL, 1993) puis Un gâchis (éditions Verdier, 1997). Après cette entrée dans le domaine romanesque, c'est la rencontre avec le théâtre, avec des compagnies, avec des metteurs en scène, des acteurs comme avec d'autres auteurs. Il va alors se consacrer largement à l'écriture dramatique. Certaines de ces pièces seront lues, d'autres mises en espace, éditées, d'autres enfin jouées. Pas bouger, créée en 2001 par la compagnie Labyrinthes à Montpellier, a été traduite en plusieurs langues et largement représentée en France comme à l'étranger.
Il revient au roman en 2003 avec Un des malheurs (éditions Verdier), prix littéraire Charles-Brisset, puis en 2007 avec Le Bonheur (éditions Actes Sud). Ces deux derniers textes, tout en revenant à une forme romanesque, prolongent en une large part sa démarche théâtrale. Ce sont des œuvres polyphoniques, donnant à entendre les voix de nombreux personnages placés hors d'un schéma narratif classique : voix des combattants ou des assiégés, des vivants et des morts dans Un des malheurs, roman autour de la guerre ; voix d'immigrés, voix de migrants en fuite, de passeurs, ou de ceux restés au pays dans Le Bonheur, roman du déracinement.
Il poursuit son activité théâtrale en 2007-2008 avec Bonheur ?, texte écrit pour la mise en scène d'Andrès Lima à la Comédie-Française (mars-avril 2008 au théâtre du Vieux-Colombier).

### Activités liées à l'écriture
À partir de 1999, Emmanuel Darley anime des ateliers d'écriture. Il participe également à divers projets initiés par des villes autour de la mémoire des quartiers, en collaboration notamment avec le photographe Jean-Claude Martinez.

## Œuvres

### Romans
- Des petits garçons, POL, 1993.
- Un Gâchis, Verdier, 1997.
- Un des malheurs, Verdier, 2003.
- Le Bonheur, Actes Sud, 2007.

### Théâtre
- Badier Grégoire, Théâtre ouvert, 1998.
- Pas bouger, suivi de Qui va là ?, Actes Sud-papiers, 2002.
- Une Ombre, monologue, Théâtre ouvert, 2000.
- Indigents, Actes Sud-papiers, 2001.
- Souterrains, Théâtre ouvert, 2001.
- Soldat Cheval, in Kaboul, ouvrage collectif, Espace 34, 2003.
- Tous autant que vous êtes…, in Monologues pour…, ouvrage collectif, Espace 34, 2003.
- C'était mieux avant, Actes Sud-papiers, 2005.
- Flexible, hop hop ! suivi de Être humain, Actes Sud-papiers, 2005.
- Quelqu'un manque, Espace 34, 2005.
- Le Mardi à Monoprix suivi de  Auteurs vivants, Actes Sud-papiers, 2009.
- Aujourd'hui Martine, Actes Sud-papiers, 2010
- Elles Deux, Espace 34, 2014
- Elvis (polyptyque), suivi de Monsieur le et de Rouge, Actes Sud-papiers, 2014
- Je t’écris mon amour, suivi de Xitation, Actes Sud-papiers, 2017

### Littérature de jeunesse
- Plus d'école, École des loisirs, 2002.
- Là-haut la lune, École des loisirs, 2003.
- Les cinq doigts de la main, ouvrage collectif, Actes Sud-papiers, 2006.
- Mon ami le banc, Actes Sud-papiers, 2015.
- Grandir, Actes Sud-papiers, Heyoka Jeunesse, 2017 (posthume).

## Récompenses et nominations
- Molières 2010 : nomination au Molière de l'auteur francophone vivant pour Le Mardi à Monoprix
- Molières 2011 : nomination au Molière de l'auteur francophone vivant pour Le Mardi à Monoprix.